# Willian Corrêa
Willian Corrêa (Montes Claros, Minas Gerais, 9 de abril de 1969) é um jornalista, escritor, apresentador e diretor de televisão brasileiro.

## Biografia
De família mineira, Corrêa começou aos quinze anos como locutor de rádio. Mudou-se para Belo Horizonte aos dezessete anos, onde trabalhou nas rádios 98 FM e Extra FM. Formou-se em jornalismo pela UniBH e em direito pela Centro Universitário do Distrito Federal. Ainda em Minas Gerais, passou pela TV Globo Minas, TV Alterosa e Rede Minas.
Além de TV, foi sócio de agência de publicidade, assessoria de comunicação e produtora de vídeo. Foi também um dos locutores e mestres de cerimônias mais requisitados do Brasil.[carece de fontes?] Em 2002 mudou-se para Brasília e trabalhou para o TSE e para o Ministério Público onde criou núcleos de telejornalismo. Na iniciativa privada, teve passagem pela TV Record Brasília e retornou à TV Globo, mas desta vez como repórter esportivo do jornalismo local e nacional da emissora, realizando reportagens no Jornal Nacional, Fantástico, Globo Esporte, entre outros.
Em 2008, foi para a Band Brasília, onde atuou como diretor de jornalismo. Tmabém produziu reportagens e apresentou eventualmente o Jornal da Band e o Jornal da Noite, além de mediar os debates eleitorais no Distrito Federal.
Em agosto de 2011, veio o convite para dirigir a TV Zimbo, primeiro e único canal televisivo privado de Angola, na África. Como diretor geral da emissora, teve então a oportunidade de reestruturar toda a emissora, como por exemplo: readotação de novos procedimentos no jornalismo, no comercial, na programação, reorganização dos departamentos diretivos, sobretudo de marketing e animação. Atualizou e adquiriu equipamentos mais modernos, remodelou a sua atual sede que é a mais moderna da África, com alto padrão arquitetônico e tecnológico. A emissora, desde 2018, saiu do sétimo para o segundo lugar de audiência e faturamento de acordo com pesquisa da Deloitte.

Em 2013, foi para a TV Cultura onde assumiu o Jornal da Cultura, no lugar da apresentadora Maria Cristina Poli, onde ficou por cinco anos, e também foi coordenador geral de jornalismo, chegando a apresentar eventualmente o programa Roda Viva. No Jornal da Cultura, Corrêa chegou a colocar interatividade e plateia, e também apresentou o "Giro com Willian Corrêa", em que dava carona e entrevistava celebridades no trajeto da carona.
Em 11 de fevereiro de 2018 é nomeado novamente diretor-geral da TV Zimbo, e poucos dias depois, no dia 14, anuncia sua saída da TV Cultura, emissora em que havia estado no comando do jornalismo durante cinco. Ancorou o Jornal da Cultura ainda por mais dois dias, até a edição de 16 de fevereiro, despedindo-se da emissora e sendo homenageado pelos colegas no final do telejornal. Em junho de 2019, volta à TV Cultura e reassume o cargo de diretor de jornalismo e apresentador do Jornal da Cultura, porém em menos de um mês deixa o cargo.

## Vida pessoal
Willian é casado e pai e dois filhos.

## Livros
- Jornalismo Ainda é Cultura (2017) - Editora Limiar, ISBN 9788588075610 (co-autoria com Ricardo Taira)[15]
- História de Rolando Boldrin. Sr. Brasil (2017) - Editora Contexto, ISBN 9788552000105 (co-autoria com Ricardo Taira).[16]

## Prêmios
- Prêmio CEBRASSE 2016: Destaque na Imprensa.[17]

- Prêmio Comunique-se  2016: Executivo de Veículo de Comunicação.[18]   2017: Apresentador TV indicado

## Trabalhos

### Televisão
| Ano            | Título             | Função       | Emissora      |
| -------------- | ------------------ | ------------ | ------------- |
| 1987-1988      | MGTV               | Apresentador | Globo Minas   |
| 1988-2000      | Jornal da Alterosa | Apresentador | TV Alterosa   |
| 2000-2002      | Jornal Minas       | Apresentador | Rede Minas    |
| 2008-2011      | Band Cidade DF     | Apresentador | Band Brasília |
| 2013-2018 2019 | Jornal da Cultura  | Apresentador | TV Cultura    |

### Internet
| Ano           | Título                                | Cargo        | Plataforma |
| ------------- | ------------------------------------- | ------------ | ---------- |
| 2019-presente | Antenados América, com Willian Corrêa | Apresentador | YouTube    |